# Ann-Marie Lund
Ingrid Ann-Marie Lund, född 28 februari 1917 i Stockholm, död där 31 juli 2003, var en svensk redaktör av främst uppslagsböcker.
Ann-Marie Lund var dotter till dekorationsmålaren Yngve Lundström och floristen Emelie Åquist.
På femtiotalet kom hon till förlaget Natur & Kultur och träffade där Sven Lidman. Tillsammans arbetade de senare bland annat med uppslagsverken Focus och Bonniers Lexikon.
Lund var med om att grunda Bild och Ord Akademin 1983, och sedan 1985 utdelas Ann-Marie Lunds Encyklopedipris.